# Лабарт-сюр-Лез
Лаба́рт-сюр-Лез (фр. Labarthe-sur-Lèze, окс. La Barta de Lesat) — коммуна во Франции, находится в регионе Юг — Пиренеи. Департамент — Верхняя Гаронна. Входит в состав кантона Порте-сюр-Гарон. Округ коммуны — Мюре.
Код INSEE коммуны — 31248.

## География
Коммуна расположена приблизительно в 610 км к югу от Парижа, в 18 км к югу от Тулузы.
По территории коммуны протекают реки Арьеж и Лез.

## Климат
Климат умеренно-океанический. Зима мягкая и снежная, весна характеризуется сильными дождями и грозами, лето сухое и жаркое, осень солнечная. Преобладают сильные юго-восточные и северо-западные ветры.

## Население
Население коммуны на 2010 год составляло 4871 человек.
| 1962 | 1968 | 1975 | 1982 | 1990 | 1999 | 2010 |
| ---- | ---- | ---- | ---- | ---- | ---- | ---- |
| 518  | 810  | 1672 | 2110 | 3772 | 4637 | 4871 |

## Администрация
| Период | Период | Фамилия      | Партия                  | Примечания |
| ------ | ------ | ------------ | ----------------------- | ---------- |
| 1959   | 1983   | Эме Парис    |                         |            |
| 1983   | 1984   | Робер Фремин |                         |            |
| 1984   | 1989   | Пьер Перье   |                         |            |
| 1989   | 2014   | Бернар Берай | беспартийный            |            |
| 2014   | 2020   | Ив Када      | Социалистическая партия |            |

## Экономика
В 2010 году среди 3251 человека трудоспособного возраста (15—64 лет) 2409 были экономически активными, 842 — неактивными (показатель активности — 74,1 %, в 1999 году было 71,4 %). Из 2409 активных жителей работали 2203 человека (1173 мужчины и 1030 женщин), безработных было 206 (95 мужчин и 111 женщин). Среди 842 неактивных 303 человека были учениками или студентами, 299 — пенсионерами, 240 были неактивными по другим причинам.

## Города-побратимы
- Бреда-ди-Пьяве (Италия)